# جامع سعد الدين
جامع سعد الدين (بالفارسية: مسجد جامع سعدالدین) هو مسجد تاريخي يعود إلى عصر الدولة القاجارية، ويقع في سعد الدين.